# 鈴繁町
鈴繁町（すずしげちょう）は、横浜市神奈川区の町名。丁番を持たない単独町名である。住居表示は未実施。

## 地理
神奈川区臨海部の港湾地区に位置し、瑞穂町に隣接（共に瑞穂埠頭と呼ばれる地域を構成）する。鈴繁町および瑞穂町一帯は関係者以外の立ち入りはできない。町内には在日米軍施設の横浜ノース・ドック、横浜倉庫および関連会社である東京国際埠頭の倉庫・サイロ、横浜倉庫専用岸壁である鈴繁埠頭（岸壁は延長約1kmに及ぶ）がある。2007年には横浜市風力発電所（愛称：ハマウィング）が完成した。面積は0.441km²で、人口は0人。
DHC横浜ヘリポートがあり、AirX（AIROS）などのヘリコプターチャーターサービスの発着場として利用できる。

## 沿革
- 1923年（大正12年）、横浜倉庫株式会社が神奈川区地先の埋立免許を取得。
- 1953年（昭和28年）8月、同社により瑞穂町隣接地の埋立を開始。
- 1957年（昭和32年）10月に181,359m²が部分竣工[9]。翌1958年（昭和33年）4月1日、埋立事業を推進した横浜倉庫取締役の鈴江繁一の名から、鈴繁町と命名された[10]。
- 1972年（昭和47年）には横浜倉庫により鈴繁町地先の埋立免許を取得。
- 1975年（昭和50年）に、1957年の未完成部分を含む111,275m²の埋立が竣工した。
- 1999年（平成11年）11月1日にも埋立地を編入している[11]。

## 事業所
2021年（令和3年）現在の経済センサス調査による事業所数と従業員数は以下の通りである。
| 町丁   | 事業所数 | 従業員数 |
| ------ | -------- | -------- |
| 鈴繁町 | 18事業所 | 255人    |

### 事業者数の変遷
経済センサスによる事業所数の推移。
| 年                 | 事業者数 |
| ------------------ | -------- |
| 2016年（平成28年） | 15       |
| 2021年（令和3年）  | 18       |

### 従業員数の変遷
経済センサスによる従業員数の推移。
| 年                 | 従業員数 |
| ------------------ | -------- |
| 2016年（平成28年） | 219      |
| 2021年（令和3年）  | 255      |

## その他

### 日本郵便
- 郵便番号 : 221-0033[3]（集配局：神奈川郵便局[14]）

### 警察
町内の警察の管轄区域は以下の通りである。
| 番・番地等 | 警察署         |
| ---------- | -------------- |
| 全域       | 横浜水上警察署 |